# Wasserturm (Wels)

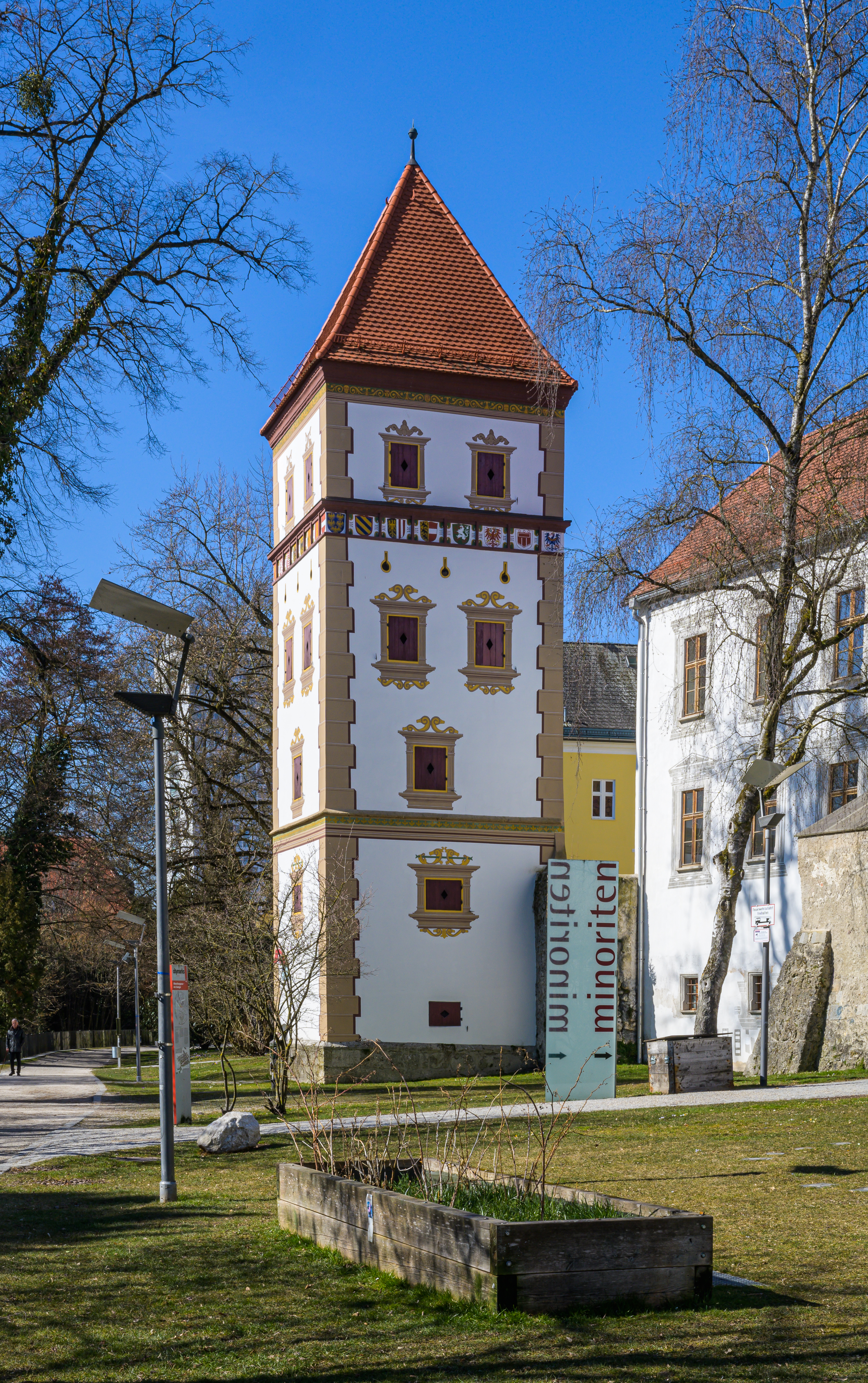
Der Wasserturm am Zwinger (Ostseite)

Der Wasserturm ist ein historischer Wasserturm in der Stadt Wels. Er wurde 1579 erbaut und diente bis zum Anfang des 20. Jahrhunderts zur Wasserversorgung zweier Brunnen und einzelner Häuser am Stadtplatz. Das Bauwerk steht unter Denkmalschutz (Listeneintrag).

## Lage
Der Wasserturm befindet sich am Zwinger, zwischen der Außenseite der südlichen Stadtmauer und dem Welser Mühlbach. Westlich des Turms sind Reste der Stadtmauer erhalten. Östlich befindet sich ein Tor, das über die Minoritengasse zum ehemaligen Minoritenkloster, dem heutigen Stadtmuseum, führt. Der Zwinger dient heute als Grünfläche zur Erholung. Der Wasserturm hat die Hausnummer Am Zwinger 24.

## Geschichte
Der Wasserturm wurde von 1577 bis 1579 errichtet. Der Maurermeister Wolfgang Khranlachner baute diesen Turm im Auftrag des Stadtkammeramtes, um die Stadt mit Trink- und Löschwasser zu versorgen. Mittels eines vom Augsburger Brunnenbaumeister Jörg Wagner und vom Welser Uhrmacher Clement Rensch im Innern des Turmes eingebauten Pumpwerkes wurde Wasser aus dem Mühlbach in einen Hochbehälter gepumpt, von dem aus zwei Brunnen am Stadtplatz und wenige, an ein Rohrleitungssystem angeschlossene, Stadthäuser mit Wasser versorgt wurden. Der Wasserturm war bis zum Anfang des 20. Jahrhunderts in Betrieb. Der Turm wurde mehrfach restauriert 1927, 1955, 1983 und 2018.

## Beschreibung

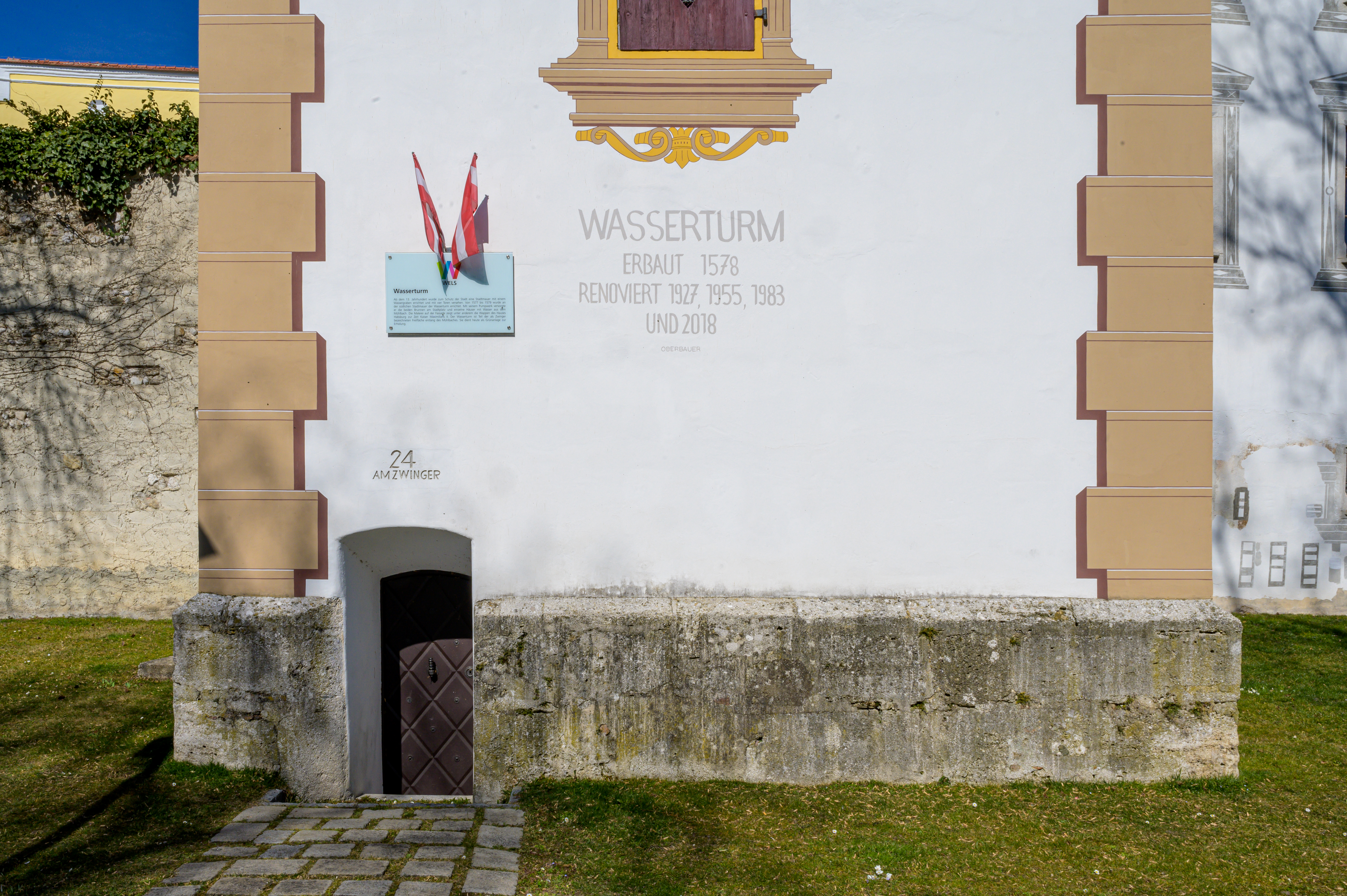
Eingangstür zum Wasserturm

Die Eckquaderung des Turmes ist aufgemalt. Je sechs Fensteröffnungen sind mit Holzläden verschlossen und mit gemalter Scheinarchitektur geschmückt. Unter dem obersten Stockwerk befindet sich an drei Seiten umlaufend ein ebenfalls gemalter Wappenfries, der die einzelnen Besitzungen der Habsburger zur Zeit Maximilian II. 
zeigt. Die ursprünglichen Malereien wurden von Niclas Linkh angefertigt. Auf jeder der drei bemalten Seiten befinden sich acht Wappenschilde. Folgende Wappen sind abgebildet:
Westseite (von Süden nach Norden)
- Landgrafschaft Elsaß
- Herzogtum Schwaben
- Grafschaft Görz

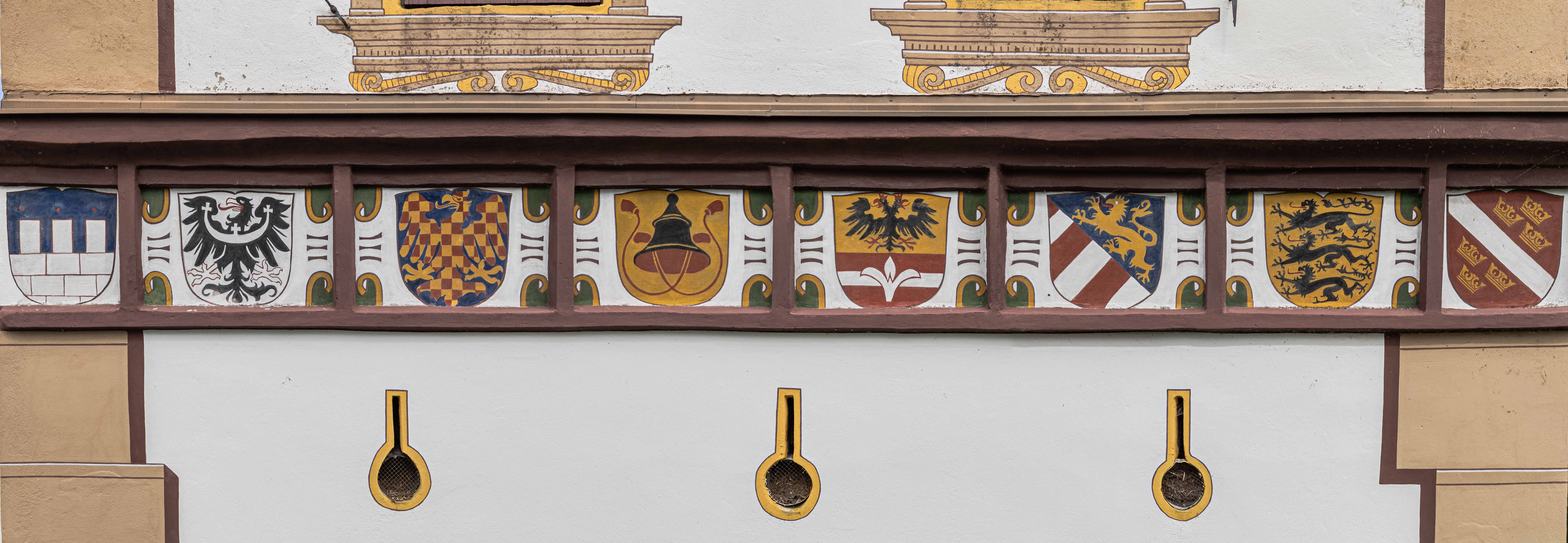
Wappenfries Westseite

- Reichsunmittelbare Stadt Triest und ihr Gebiet
- Windische Mark
- Markgrafschaft Mähren
- Niederschlesien
- Oberlausitz

Südseite (von Westen nach Osten)
- Königreich Dalmatien
- Königreich Böhmen
- Königreich Ungarn
- Römisch-deutscher Kaiser

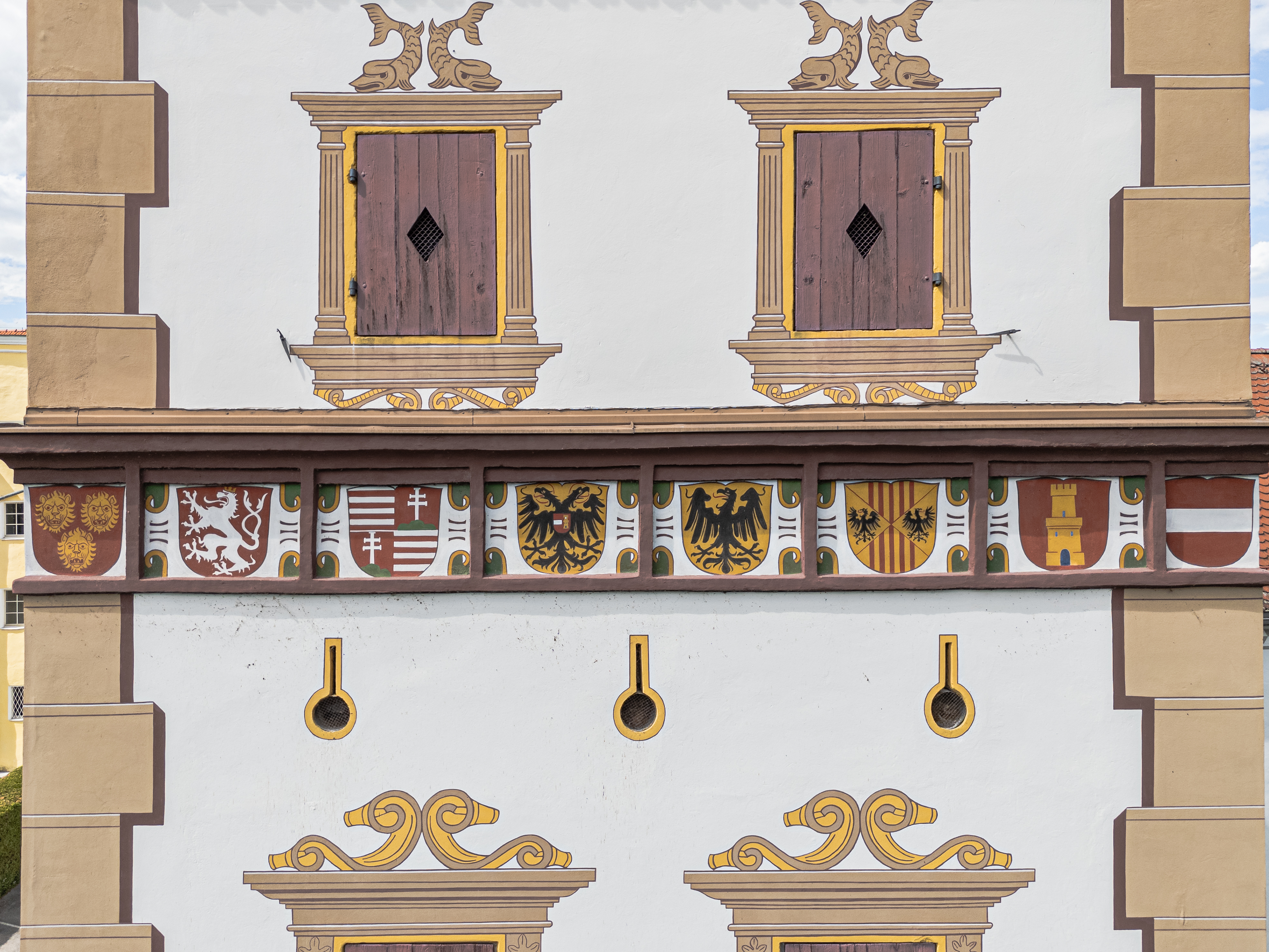
Wappenfries Südseite

- Reichsbanner des Heiligen Römischen Reiches
- Königreich Aragón
- Königreich Kastilien
- Erzherzogtum Österreich

Ostseite (von Süden nach Norden)

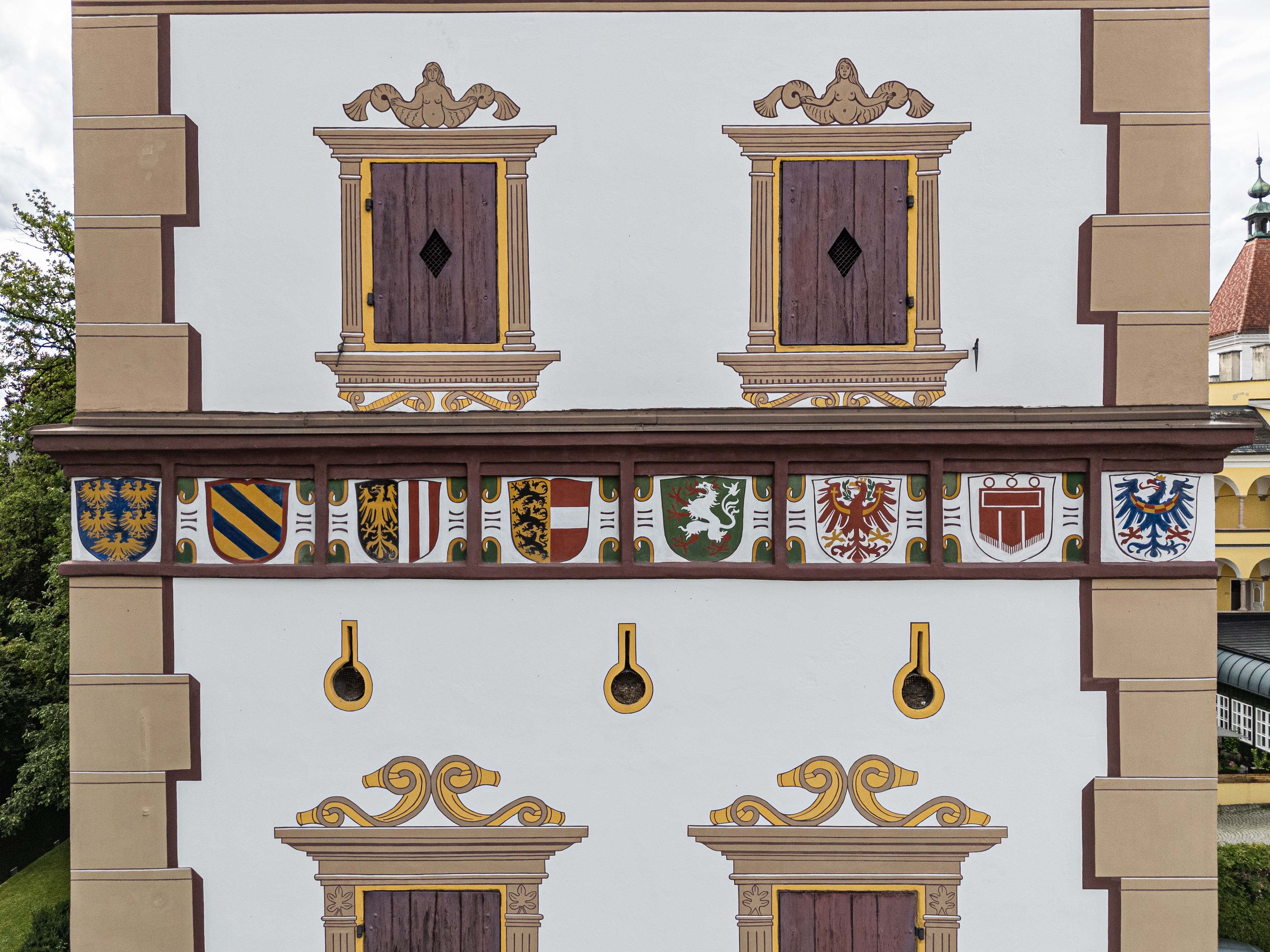
Wappenfries Ostseite

- Niederösterreich (Österreich unter der Enns)
- Herzogtum Burgund
- Oberösterreich (Österreich ob der Enns)
- Kärnten
- Steiermark
- Gefürstete Grafschaft Tirol
- Grafschaft Feldkirch (heute Vorarlberg)
- Herzogtum Krain